# Dekoloryzacja
Dekoloryzacja przy użyciu rozjaśniacza jest najczęstszą formą usuwania pigmentu z włosów. Dzięki pozbyciu się pigmentów sztucznych jak i naturalnych uzyskujemy rozjaśnienie. Podczas tego procesu uwydatniają się tak zwane 'ukryte pigmenty', od czerwonych przez pomarańczowe, aż do żółtych. Żółte pigmenty są najcięższymi pigmentami do usunięcia. Proces wymaga czasu, wiedzy i umiejętności. Produktem używanym do rozjaśnienia jest rozjaśniacz w połączeniu z oxydantem (woda utleniona). Im wyższy oksydant tym proces będzie przechodził gwałtowniej. Stężenia najczęściej używane podczas zabiegu to oxydo 3% i 6%. Na włosy po rozjaśnieniu nakładana jest farba lub toner z kontra kolorem, który neutralizuje niechciane refleksy. Czasami aby uzyskać wymarzony efekt potrzebne są dwa lub trzy zabiegi.  Najciężej usuwa się pigmenty z farb metalicznych (często farby drogeryjne). Przy dekoloryzacji włosów po produktach ziołowych typu henna, efekt dekoloryzacji to zielone włosy nie reagujące na kontra kolory.
Dekoloryzacja produktami typu remove – odbarwianie włosów farbowanych, czyli ściągnięcie z nich koloru. Jest to zmywanie farby, inaczej, zdejmowanie jej z włosów.  Wyciągnięcie wyłącznie  pigmentu chemicznego. Proces ten odbywa się bez użycia rozjaśniacza oraz oxydantu (wody utlenionej).
Remover nie zawsze jest w stanie ściągnąć z włosa farbę za pierwszym razem, szczególnie gdy warstwa farby jest duża. Wtedy można zastosować go nawet kilka razy z rzędu. Efekty zabiegu są raczej łagodne i nie dojdzie się do koloru znacznie jaśniejszego niż włosy naturalne.
Po wykonaniu zabiegu bardzo ważne jest, aby produkt dobrze zmyć z włosów, inaczej włosy mogą ściemnieć, a nakładając na włosy nową farbę, należy wybrać o ton jaśniejszą od oczekiwanego rezultatu.
Remover nałożony na naturalny odrost nie zmienia jego koloru.